# ホロミジンコ
ホロミジンコ (Holopedium gibberum) は、ミジンコ類の1種。その体が膠質の幌のようなものに包まれている。遊泳脚が単枝である点など、特殊な特徴も備える。種については混乱があるので、それについても記す。

## 特徴
体長は雌で1.0-1.5mm。雄の体長は0.5mmほど。殻は薄くて透明で、その外側に膠質の膜があって全身を覆う。上記の体長はこの膠膜を除いたものである。膠片は左右2片からなる。頭部は小さくて三角形で、吻はない。複眼は小さくて単眼もある。第1触角は短い。第2触角は遊泳用に発達するが、普通のミジンコ類では2枝を持つのに対し、本種では分枝のない単肢形であることは本種の大きな特徴となっている。またこの部分の先端近くに発達する遊泳用の剛毛は先端と途中の側面にあるのが普通だが、本種では先端に3本だけとなっている。なおこれは雌の特徴であり、雄では他群と同じに2枝を持つ。体を覆う甲殻は腹面側は緩やかな円を描き、背側は高く張り出して内部に広い育嚢を形成する。殻に収まる脚は6対あってすべてほぼ同型である。腹部先端の後腹部は殻よりはみ出し、先端に向かって細まり、その背側には10個ほどの小さい棘が並んでおり、先端の尾爪は強く曲がっている。腹突は発達し、その上に尾剛毛がある。
和名は体の外を覆う膠膜が幌を思わせるところからのものであるが、同時に学名の音読の冒頭を重ねてある。学名の属名は6対の脚がほぼ同型であることから、また種小名は体が曲がっていることからの命名である。

## 膠質膜について
この動物は本体の2倍に近い膠質の膜をまとっている。これは透明であり、小さな魚の卵のように見える。この部分は複数のムコ多糖類で出来ている。この部分は捕食者に対する防御の役目を担っていると多くの研究者は考えているが、一部では浮力調節に役立つとの説を支持する声もある。

## 生態など
湖沼のプランクトンである。水野(1964)は本種の生息地について本州では大きな湖沼から発見され、北に向かうに連れて湿原や湧水などからも発見されることを記している。貧栄養、腐食栄養の湖に多いこと、及び石灰分の乏しい湖から発見されると記しているが、岡田他(1988)では石灰質との関連についてはヨーロッパで知られる傾向であり、日本ではその限りでないと述べている。福島県の曽原湖のプランクトン調査では1987年にはゾウミジンコと本種が優占していたが1996年には優占種がワムシ類になっており、この変化が富栄養化によるのではないかと五十嵐・横山は述べている。
本種は濾過摂食者であり、主として植物性プランクトンを食べ、特にナノプランクトンを主に摂食する。甲殻の腹側はＴの字に開き、ここから水を取り込むことが出来る。この種は比較的餌の分布が希薄な環境に適応していると考えられる。また日周的に移動することも知られ、暗くなると表層へ、明るい時間には深部へと移動する。生殖では夏には単為生殖で複数世代を経て、夏の終わりから秋になると有性生殖雌と雄が出現する。その際には個体群の25%が雄となる。受精によって生じた卵は耐久卵となって冬を越し、春に孵化して単為生殖雌が生まれる。

## 分布
ヨーロッパ、北アメリカ、アジアの北部地域に分布する。日本及びその辺縁では樺太から千島を経て北海道、本州と九州から知られる。九州では高千穂御池に知られ、この種の南限となっている。北方系の種であると考えられ、水野・高橋編(1991)は日本の南部地域の分布につき、高地の冷水域を南下したものか、あるいは氷期の遺存的なものであろうとの推測を示している。

## 分類
本属のものは独特の特徴が多く、他群との区別は容易である。またそのために単独の属で単形の科を立てる。
ただし種については混乱がある。古くより上掲の学名 H. gibberumが欧米及び日本のものについて当てられてきた。他方で同属の別種としてアマゾンのデルタ地帯から H. amazonica が1904年に記載された。だがアマゾンにも H. gibberum が生息するとの情報もあり、2種の中間的な型も報告されと、その判断は曖昧だった。Rewe らは主に北アメリカの各地のものについて分子系統の情報を含めて再検討した結果、北アメリカから隠蔽種となっていたものを3種記載した。その調査によると、 H. gibberumはユーラシア北部に広く分布するもので、北アメリカではアラスカを中心とした北東部地域にのみ分布する。それよりやや南の北アメリカ北部地域には H. glacialis 、東海岸からフロリダやメキシコ湾沿いには H. atlanticum が、そして中部のごく数カ所ではH. acidophilum が発見された。さらにアマゾンには H. amazonica が広く生息している。さらにヒマラヤと日本産は従来は H. gibberumとされていたのではあるが、この論文ではこれらの地域がこの種の分布の限界域にあることから「興味深い」とだけしている。

## 人間との関係
具体的な利害はない。
だがこの動物の膠質の膜はある程度の大きさがあるために人目を引き、関心を持たれる場合がある。北アメリカでは夏期に本種が大発生することがあり、そんな時には岸に打ち上げられるなど人目につきやすくなり、不思議がられる。膠質膜は水中では透明で見えないが、泳いでいる人間に、それが身体に当たるのが感じられる場合がある。その感覚は『何千ものバスビーズが浮いている中を泳ぐよう』だったとのこと。この種は上記のように北半球各地の湖に普通に生息するものなので、だから『怖がる必要はない。タピオカの粒が零れたものでも、使い捨ておむつの素材でもなく――それは自然の働きなのだ』とのことである。